# پتک دیناروند
پتک دیناروند، روستایی در دهستان نهرعنبر بخش موسیان شهرستان دهلران در استان ایلام ایران است.
زبان مردم این روستا لری با گویش بالاگریوه ایست.
طوایف مختلف ایل دیناروند جمعیت روستا را تشکیل میدهند.

## جمعیت
بر پایه سرشماری عمومی نفوس و مسکن در سال ۱۳۹۵، جمعیت این روستا برابر با ۵۳۷ نفر (۱۴۱ خانوار) بوده‌است.